# マースグループホールディングス
株式会社マースグループホールディングスは、日本の持株会社。子会社である株式会社マースエンジニアリングは、アミューズメント関連機器の大手メーカーである。

## 概要
マースエンジニアリングにおいてはパチンコ・パチスロ関連の周辺機器を取り扱うほか、RFIDやバーコードを活用した自動認識システムの提案および販売を行う。パチンコ店向けプリペイドカード事業のシェアは、日本ゲームカード、グローリーグループに次ぐ業界第3位である。
ホテルサンルート博多及びマースガーデンウッド御殿場を運営するマースプランニング、貯玉管理業務やバーコードリーダー等の機器類を扱うマーストーケンソリューションなど、複数の連結子会社を有する。
マスコットキャラクターは、まなみちゃん。
2018年10月1日付で持株会社制へ移行し、株式会社マースエンジニアリングは株式会社マースグループホールディングスへ商号変更した他、パチンコ・パチスロ関連の周辺機器事業は会社分割で設立された株式会社マースエンジニアリング（2代）へ移管された。

## 沿革
- 1974年（昭和49年）9月 新宿区にて電子機器の設計試作および製造販売を目的として設立。
- 1993年（平成5年）11月 日本証券業協会に店頭登録。
- 1996年（平成8年）9月 東京証券取引所2部に上場。
- 2001年（平成13年）9月 東京証券取引所1部に上場。
- 2018年（平成30年）10月1日 持株会社制へ移行。株式会社マースエンジニアリング（初代）を株式会社マースグループホールディングスへ商号変更。同時にマースエンジニアリング（初代）が手がけていた事業を株式会社マースエンジニアリング（2代）へ会社分割で移管。

## 製品
- 玉計数機
- ホールコンピュータ
- サイクルICカードユニット
- パーソナルシステム（各台計数システム）

## 番組スポンサー
現在の提供番組
- シューイチ（日曜日）（日本テレビ系）
- NEWS23（水曜日）（TBS系、関東・長野・静岡ローカル）

過去の提供番組
- ビートたけしのTVタックル → ここがポイント!!池上彰解説塾（テレビ朝日系）
- NEWS ZERO（木曜日）（日本テレビ系）